# Takashi Umezawa
Takashi Umezawa (Mie, 7 december 1972) is een voormalig Japans voetballer.